# Mascagnia brevifolia
Mascagnia brevifolia är en tvåhjärtbladig växtart som beskrevs av August Heinrich Rudolf Grisebach. Mascagnia brevifolia ingår i släktet Mascagnia och familjen Malpighiaceae. Inga underarter finns listade i Catalogue of Life.